# Michiel Couzy
Michiel Couzy (1971) is journalist en sinds april 2025 hoofdredacteur van Het Parool, samen met Jildou van der Bijl. Hij was eerder politiek verslaggever bij Het Parool, chef van de nieuwsredactie en adjunct-hoofdredacteur. Hij schreef met Maarten van Dun het boek Zakenprins, de jacht naar succes van Bernhard van Oranje.
Couzy studeerde Nederlands Recht aan de Universiteit van Amsterdam. In 1997 deed hij de Postdoctorale Opleiding Journalistiek (PDOJ) aan de Erasmus Universiteit. Hij liep stage bij de Leeuwarder Courant. Later dat jaar ging hij als verslaggever aan de slag bij Computable, een vakblad voor automatiseerders. Hij schreef over de internethype en het enorme tekort aan personeel in de ICT-sector. In 2000 stapte Couzy over naar economische tijdschrift FEM/De Week, dat later verder ging als FEM Business.
In 2004 werd hij aangenomen bij Het Parool, de krant waarmee Couzy thuis was opgegroeid en waarvoor hij altijd al wilde werken. Hij begon als verslaggever Economie en ging in 2012 verder als chef van de nieuwsredactie. Vanaf december 2015 volgde Couzy voor Het Parool de Amsterdamse politiek. Hij schreef veel over de Amsterdamse huizenmarkt, de woningnood, de opkomst van vastgoedbeleggers, het aantreden van burgemeester Femke Halsema en het 'kneiterlinkse' gemeentebestuur. Ook beschreef hij de tweedeling in de stad en het vertrek van de middenklasse uit Amsterdam.
In 2021 trad Couzy toe tot de hoofdredactie van Het Parool, als adjunct. Kamilla Leupen was hoofdredacteur. In deze periode transformeerde Het Parool van middag- naar ochtendkrant en ontwikkelde zich tot een online stadsmerk.
In 2018 werden Couzy en Van Dun genomineerd voor de journalistieke prijs De Tegel met hun artikelenserie 'Van wie is de stad', over de Amsterdamse woningmarkt en de opkomst van vastgoedbeleggers die huizenzoekers buitenspel zetten. Het boek Zakenprins werd in 2022 genomineerd voor de Brusseprijs. '‘Uitstekende onderzoeksjournalistiek. Goed opgeschreven, mooi opgebouwd en uitmuntend per hoofdstuk verantwoord," aldus het juryrapport.
Couzy woont in Amsterdam en is getrouwd met Franka Rolvink Couzy.